# キッコーナ

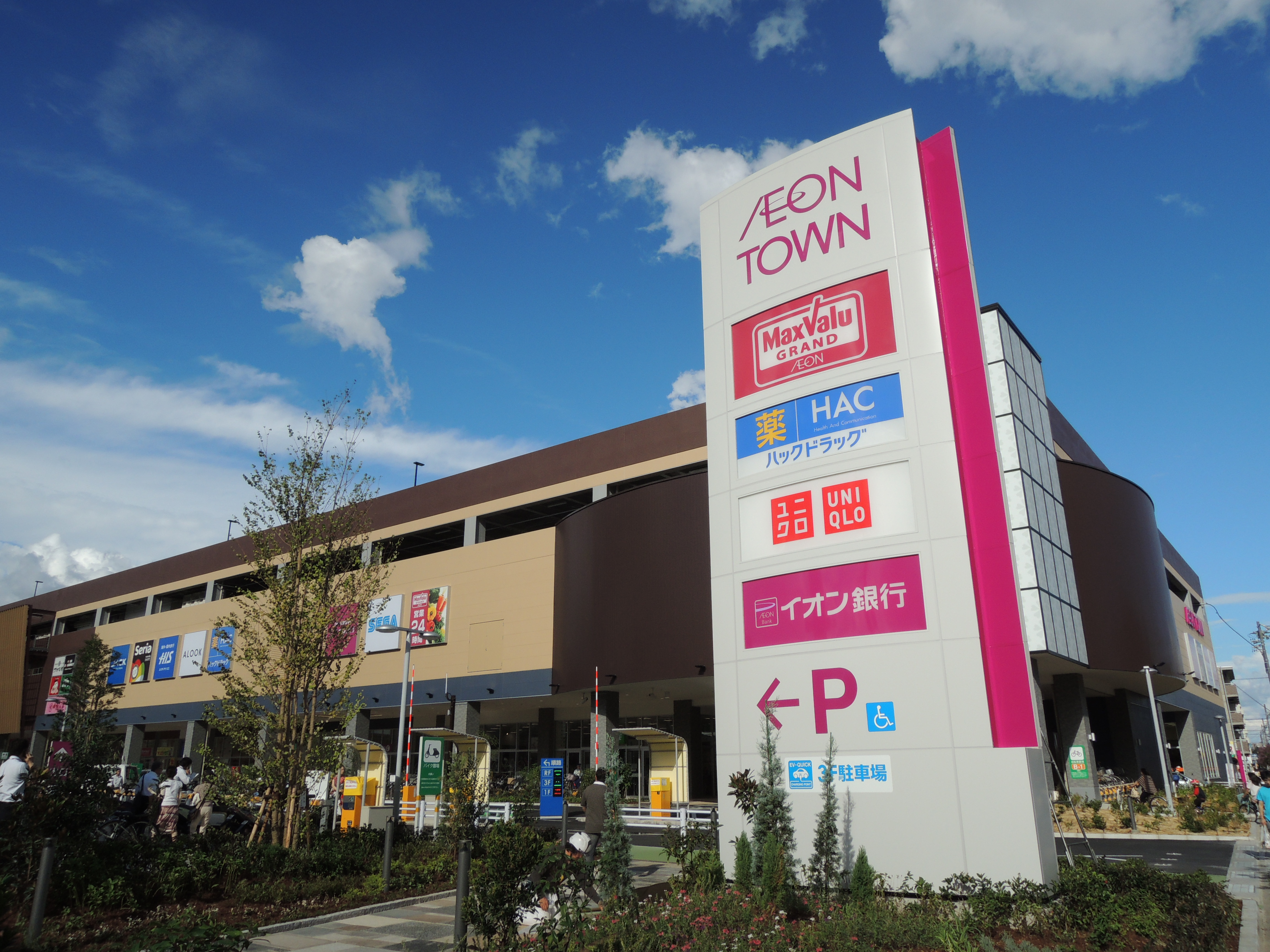
名古屋味噌溜株式会社旧工場敷地に建つイオンタウン名西

キッコーナ株式会社は、名古屋市北区長喜町一丁目12番地の1に本社を置く食品メーカー。豆味噌・たまり醤油の製造販売のほか、現在はタレが主力商品となっている。トレードマークとして「名」の字を六角形（亀甲）に象ったものを使用している。

## 沿革
- 1688年（元禄元年） - 佐野屋與右衛門により創業[2]。
- 1919年（大正8年） - 6醸造家が合同し、名古屋味噌溜株式会社を名古屋市西区香呑町に設立[3][2][4]。
- 1955年（昭和30年） - 発泡スチロール製造業を兼業[2][4]。
- 1964年（昭和39年） - 丹羽郡扶桑町に新工場を建設し、同時に社名をキッコーナ株式会社と改める[2][4]。
- 1989年（平成元年） - 本社ビル新築[2]。
- 1994年（平成6年） - 井口哲雄（当時専務）が社長に就任し、中村隆三社長が取締役相談役となる。[5]。
- 2001年（平成13年） - 扶桑工場隣接地に充填壁パネル工場を新設[4]。
- 2010年（平成22年）3月1日 - 化成建材事業部をエコホームパネル株式会社として分社化[4]。
- 2010年（平成22年）3月31日 - エコホームパネル株式会社をサーラ住宅株式会社に売却[4]。

## 事業所
- 本社 - 愛知県名古屋市北区長喜町一丁目12番地の1
- 扶桑工場・営業部 - 愛知県丹羽郡扶桑町大字南山名字西の山50
- 金沢営業所 - 化成建材部門の営業所として存在したが、現存せず。